# Heinz Klevenow junior

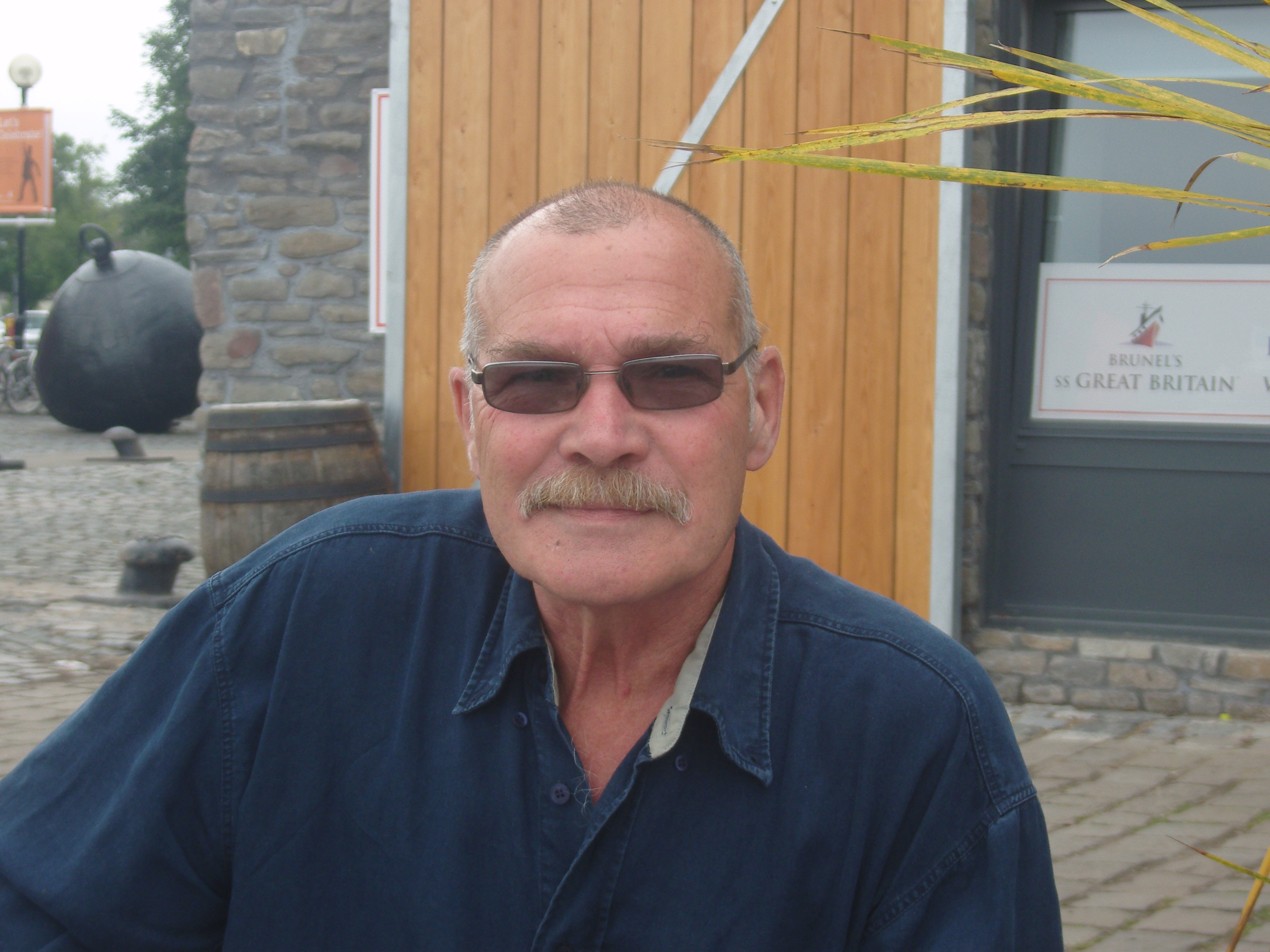
Heinz Klevenow (2010)

Heinz Klevenow (* 28. August 1940 in Prag, Protektorat Böhmen und Mähren; † 3. März 2021) war ein deutscher Schauspieler und Theaterintendant.

## Leben
Der Sohn des Schauspielerpaares Marga Legal und Heinz Klevenow wurde 1940 in Prag geboren. Sein Großvater ist der Schauspieler Ernst Legal. Er absolvierte eine Schauspielausbildung an der Staatlichen Schauspielschule Berlin, ehe er über Engagements an Bühnen in Weimar, Stendal und Senftenberg zum Landestheater Halle kam.
Abseits seiner Tätigkeit als Darsteller war er von 1978 bis 1982 künstlerischer Leiter des Puppentheaters Halle, außerdem noch Oberspielleiter in Rudolstadt von 1982 bis 1986 und Schauspieldirektor am Volkstheater Rostock von 1986 bis 1989. Dann folgte vom 1. Dezember 1989 bis August 2004 eine Intendanz an der Neuen Bühne in Senftenberg, die ihn später für seine Verdienste zum Ehrenmitglied ernannte. Heinz Klevenow war auch nach seiner Intendanz an der Neuen Bühne als Schauspieler tätig.
Klevenows Tochter Sophie Klevenow ist unter anderem als Regisseurin (Noesis) tätig. Seine letzte Ruhestätte fand er auf dem Friedhof in Klettwitz.

## Ehrungen

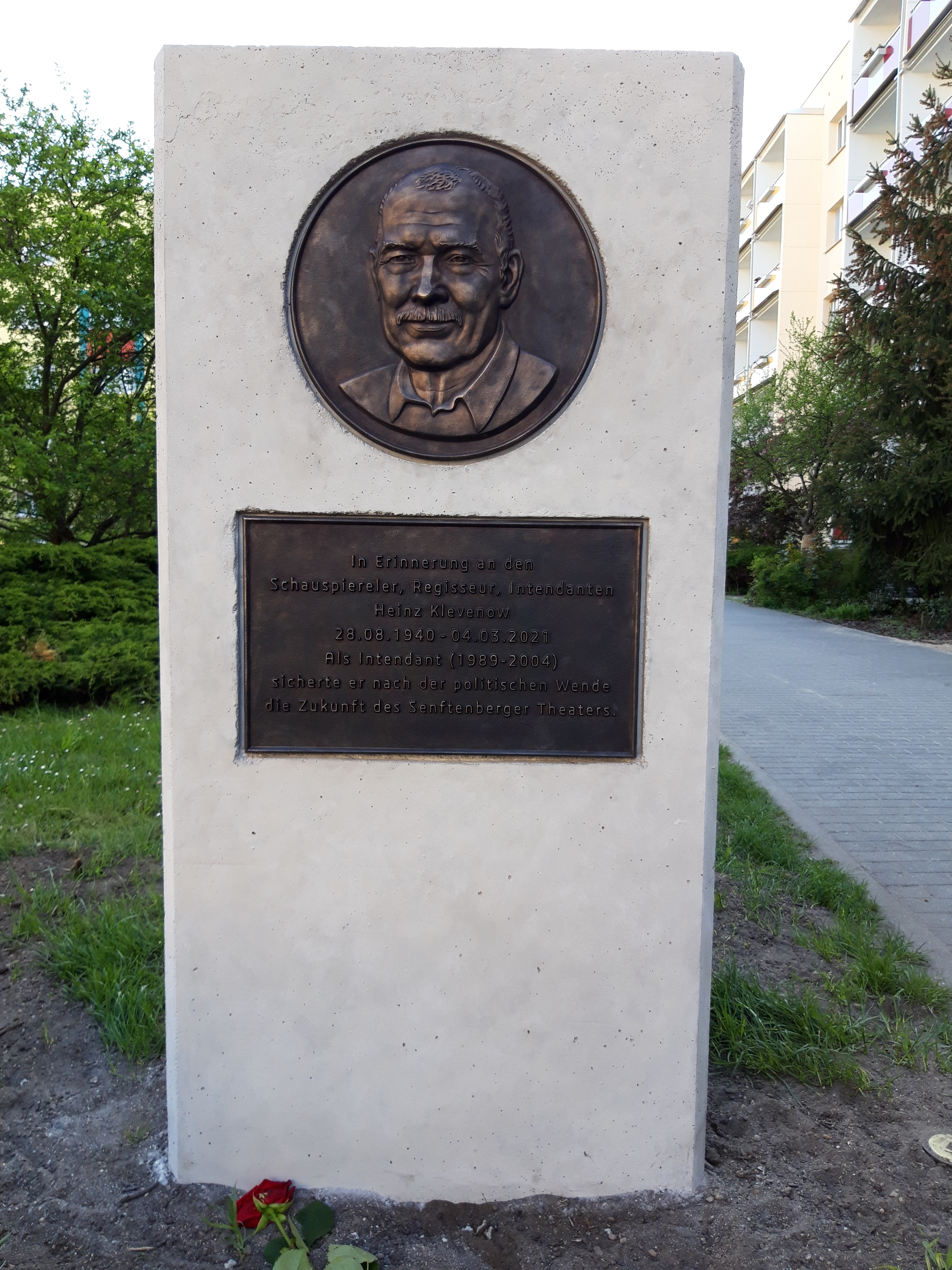
Gedenkplakette in Senftenberg

Am 1. Mai 2022 wurde in Senftenberg eine Plakette im Gedenken an Klevenow enthüllt.
- 2018 Verdienstorden des Landes Brandenburg

## Filmografie
- 1965: Entlassen auf Bewährung
- 1967: Chingachgook, die große Schlange
- 1969: Zwei in einer kleinen Stadt (Fernsehfilm)
- 1970: Der Mörder sitzt im Wembley-Stadion (Fernseh-Zweiteiler)
- 1977: Scherz, Satire, Ironie und tiefere Bedeutung (Theateraufzeichnung)
- 1978: Sabine Wulff
- 1981: Als Unku Edes Freundin war
- 2007: Einsatz in Hamburg – Die letzte Prüfung